# Skalární procesor
Skalární procesory představují nejjednodušší třídu procesorů. Skalární procesor zpracovává jednu datovou jednotku v čase (typicky datové položky jsou celá čísla nebo čísla s plovoucí desetinnou čárkou). U vektorových procesorů je tomu naopak, jediná instrukce mění současně více datových položek. Rozdíl je obdobný jako rozdíl mezi skalární a vektorovou aritmetikou.